# Micrabraxas abraxidia
Micrabraxas abraxidia är en fjärilsart som beskrevs av Inoue 1982. Micrabraxas abraxidia ingår i släktet Micrabraxas och familjen mätare. Inga underarter finns listade i Catalogue of Life.